# Satellite (álbum)
Satellite é o quarto álbum de estúdio (e de maior sucesso) da banda californiana de new metal, P.O.D., lançado em 11 de Setembro de 2001 pela gravadora Atlantic Records e produzido por Howard Benson.
Ficou no 6° lugar na Billboard americana e vendeu mais de 3 milhões de cópias.
| Críticas profissionais                                                      | Críticas profissionais |
| Avaliações da crítica                                                       | Avaliações da crítica  |
| Fonte                                                                       | Avaliação              |
| --------------------------------------------------------------------------- | ---------------------- |
| allmusic                                                                    | [ 1 ]                  |
| Rate Your Music                                                             | [ 2 ]                  |
| Rolling Stone                                                               | [ 3 ]                  |
| Esta tabela precisa de ser acompanhada por texto em prosa. Consulte o guia. |                        |

## Faixas
1. "Set It Off" - 4:16
2. "Alive" - 3:23
3. "Boom" - 3:08
4. "Youth Of The Nation" - 4:19
5. "Celestial" - 1:24
6. "Satellite" - 3:30
7. "Ridiculous" - 4:17
8. "The Messenjah" - 4:19
9. "Guitarras de Amor" - 1:14
10. "Anything Right" - 4:17
11. "Ghetto" - 3:37
12. "Masterpiece Conspiracy" - 3:11
13. "Without Jah, Nothin'" - 3:42
14. "Thinking About Forever" - 3:46
15. "Portrait" - 4:32

## Satellite Limited Edition
Satellite Limited Edition é a versão limitada do álbum Satellite. Além de ter as músicas da versão original do álbum, também tem mais três músicas bônus. O álbum vem com o disco de audio com as músicas originais e as bônus e um DVD bônus. O álbum vem uma capa diferente da versão original.

### Limited Edition CD
1. "Set It Off" - 4:16
2. "Alive" - 3:23
3. "Boom" - 3:08
4. "Youth Of The Nation" - 4:19
5. "Celestial" - 1:24
6. "Satellite" - 3:30
7. "Ridiculous" - 4:17
8. "The Messenjah" - 4:19
9. "Guitarras de Amor" - 1:14
10. "Anything Right" - 4:17
11. "Ghetto" - 3:37
12. "Masterpiece Conspiracy" - 3:11
13. "Without Jah, Nothin'" - 3:42
14. "Thinking About Forever" - 3:46
15. "Portrait" - 4:32
16. "Alive (Semi-Acoustic)" (Faixa bônus) - 3:25
17. "Youth Of The Nation (Conjure One Remix)" (Faixa bônus) - 3:55
18. "Boom (The Crystal Method Remix)" (Faixa bônus) - 3:16

### Limited Edition DVD
Satellite Limited Edition DVD foi o primeiro DVD oficial gravado pelo P.O.D. em sua carreira.
1. "Set It Off" (Ao vivo em Hamburg)
2. "Without Jah, Nothing'" (Ao vivo em Hamburg)
3. "Youth Of The Nation" (Ao vivo em Hamburg)
4. "Outkast" (Ao vivo em Hamburg)
5. "Into The Satellite"

As quatro performances ao vivo é uma parte de um show que foi gravado em 16 de Janeiro de 2002 no Grunspan em Hamburg. O vídeo Into The Satellite é um tipo de "por trás das cenas" do processo construção do álbum. Exibe coisas como produção, gravação, edição e mixagem do álbum e entrevistas com os membros da banda.

## Singles
1. "Alive" (2001)
2. "Youth of the Nation" (2002)
3. "Boom" (2002)
4. "Satellite" (2002)

## Participações de outros artistas
- Eek-A-Mouse - Back-vocal na música "Ridiculous";
- H.R. - Vocal na música "Without Jah, Nothin'";
- Christian Lindskog da banda Blindside - Back-vocal na música "Anything Right";
- Suzy Katayama - Arranjo na música "Anything Right";
- Joel Derouin - Violino na música "Anything Right";
- Larry Corbett - Violoncelo música "Anything Right";
- Mike$ki - Programação na música "Thinking About Forever";
- Howard Benson - Teclados e produção;
- D.J. Harper, Jonnie Hall, Colin Sasaki, Nils Montan, Laurie Schillinger, Meagan Moore, Ayana Williams, Healey Moore - Vozes das crianças na música "Youth Of The Nation".